# Benedetto Bordiga

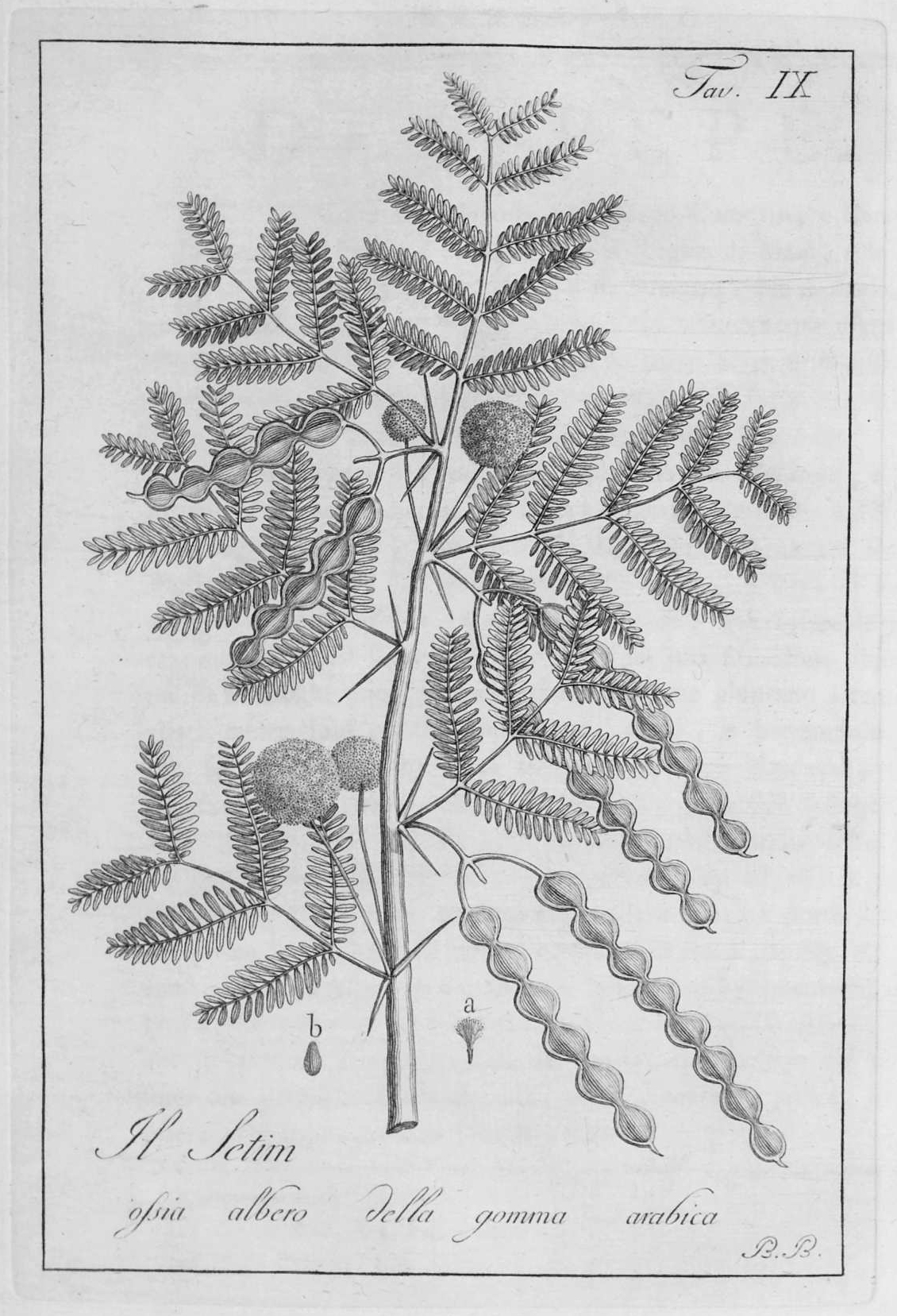
Incisione di Benedetto Bordiga, tratta da Storia delle piante forastiere le più importanti nell'uso medico, od economico, 1791

Benedetto Bordiga (Varallo, 10 febbraio 1766 – Varallo, 16 giugno 1847) è stato un incisore e cartografo italiano.

## Biografia
Nato nel 1766 in Valsesia, nel comune di Varallo, si trasferisce a Milano dove ben presto diventa allievo di Giuseppe Longhi presso la scuola di incisione dell'Accademia di belle arti di Brera.
A partire dal gennaio 1791, Benedetto Bordiga inizia la pubblicazione di una serie di tavole a illustrazione dell'opera di botanica Storia delle piante forestiere le più importanti nell'uso medico od economico, della quale si occuperà anche negli anni successivi, collaborando anche con il fratello minore Gaudenzio dal 1793 al 1794.
Proprio grazie a questo lavoro del 1791, Benedetto Bordiga si mette in luce e viene pertanto chiamato a lavorare per la carta topografica del Milanese e del Mantovano e la carta degli astronomi di Brera.
In seguito, con il trasferimento a Milano del suo fratello minore Gaudenzio, inizia una proficua collaborazione nella incisione di una serie di carte geografiche e topografiche e nella redazione di alcuni saggi. In questi anni, riconosciuta la loro l'abilità e precisione, vengono ammessi entrambi nell'ufficio topografico militare di Milano, dove eseguono importanti commissioni per il governo, tra cui le carte della Lombardia e delle sue città (es. Mantova), dell'Italia e dell'Europa.
Tra queste carte, vale la pena ricordare la Carte générale du théâtre de la guerre en Italie di Bacler-Dalbeche, commissionata nel 1797 ai due fratelli Bordiga direttamente dallo Stato Maggiore dell'Armata francese di Napoleone. Tale carta, celebrativa della prima campagna d'Italia, è stata da loro incisa in cinquantaquattro fogli sotto la direzione di Giuseppe Pinchetti.
Interessante anche la pubblicazione - a due mani - dei seguenti volumi: Storia delle piante forastiere le più importanti nell'uso medico, od economico, 1793 e 1794 (di cui seguirono le illustrazioni); Elementi di figura, 1807, contenente 17 incisioni riproducenti alcuni particolari di sculture classiche e due tavole anatomiche.
Nel corso degli anni, Benedetto diventa professore presso l'Istituto topografico militare.
Da solo incide diverse tavole, tuttora sparse in collezioni pubbliche e private, trascrivendo in rame dipinti di altri artisti o creando lavori originali. A partire dai primi anni dell'Ottocento, si interessò del genere del ritratto. Tra le sue opere più note i ritratti: di Luigi Valentino Brugnatelli, 1806; del Gaudenzio Ferrari, inciso per il frontespizio del libro del fratello Notizie intorno alle opere di Gaudenzio Ferrari, 1821; del Conte Heinrich Johann Bellegarde.
Muore a Varallo, il 16 giugno 1847, dieci anni dopo la scomparsa del fratello minore Gaudenzio.